# Mikroregion Paranatinga

Mikroregion Paranatinga

Mikroregion Paranatinga – mikroregion w brazylijskim stanie Mato Grosso należący do mezoregionu Norte Mato-Grossense.

## Gminy
- Gaúcha do Norte
- Nova Brasilândia
- Paranatinga
- Planalto da Serra